# 白山神社 (文京区)
白山神社（はくさんじんじゃ）は、東京都文京区白山にある神社である。旧称白山権現社。この地域の「白山」という地名の由来である。

## 祭神
菊理姫命、伊弉諾命、伊弉冊命を祀る。

## 歴史
天暦2年（948年）、加賀国の白山比咩神社から勧請を受けて、武蔵国豊島郡本郷元町（現在の本郷1丁目）に創建された。元和年間（1615年-1624年）に将軍徳川秀忠の命で巣鴨原（現 小石川植物園内）に移ったが、明暦元年（1655年）、その地に館林藩主徳川綱吉（後の5代将軍）の屋敷が作られることになったため、現在地に遷座した。その縁で綱吉とその母桂昌院の崇敬を受け、以降、徳川将軍家から信仰された。明治初期には准勅祭社に指定された。

## 文京あじさいまつり
毎年6月の中旬に、文京花の五大まつりのひとつ文京あじさいまつりが開催され、境内や隣接する白山公園では、約3,000株の紫陽花を見ることが出来る。まつりの会期中は富士塚が公開され、土日を中心に歯ブラシ供養や縁日など、様々な催しが実施される。

## 摂末社
- 関東松尾神社
- 稲荷神社
- 浅間神社

## 交通
- 都営地下鉄三田線-白山駅 A3出口より徒歩2分（経路案内）。

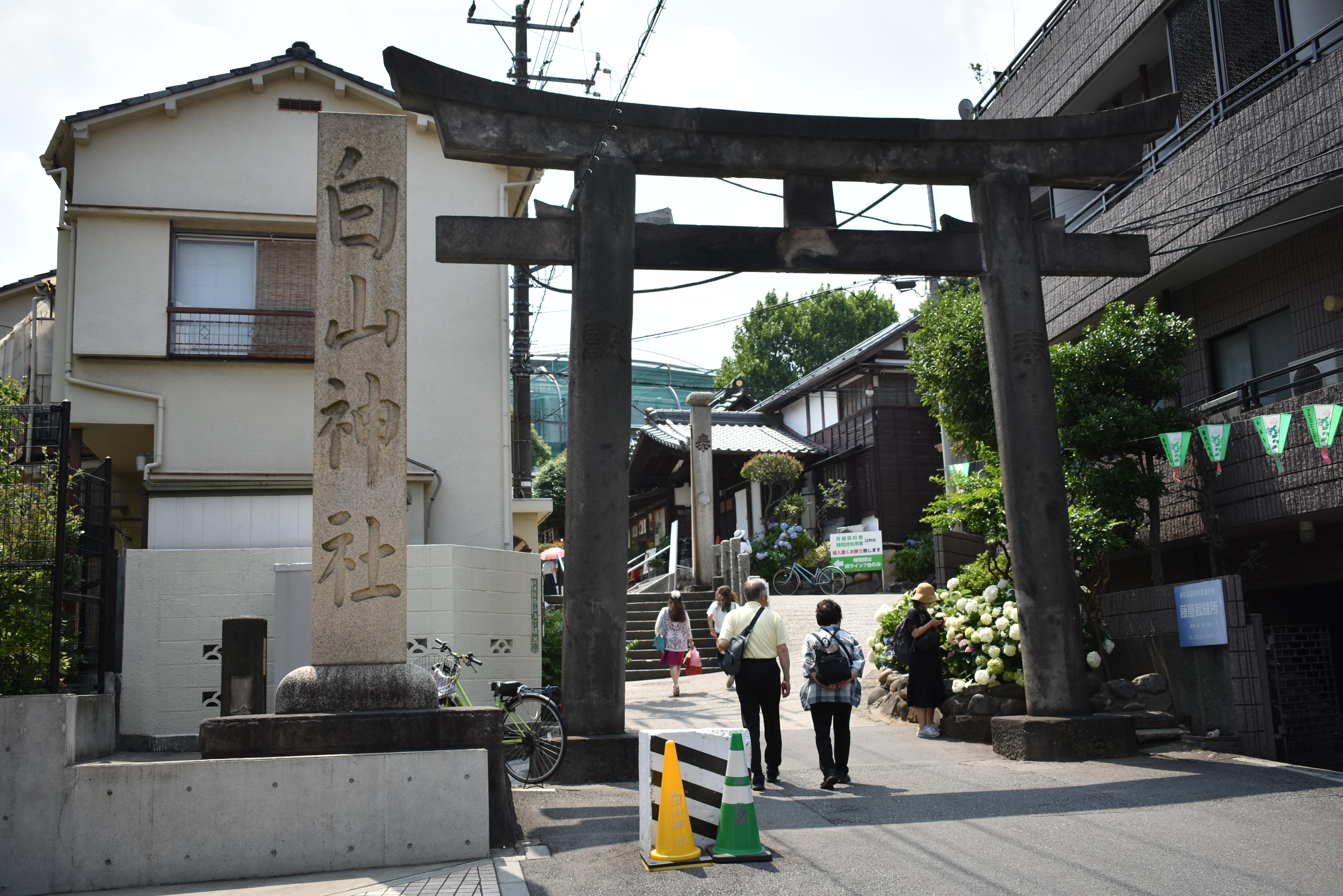
鳥居（2019年6月19日撮影）
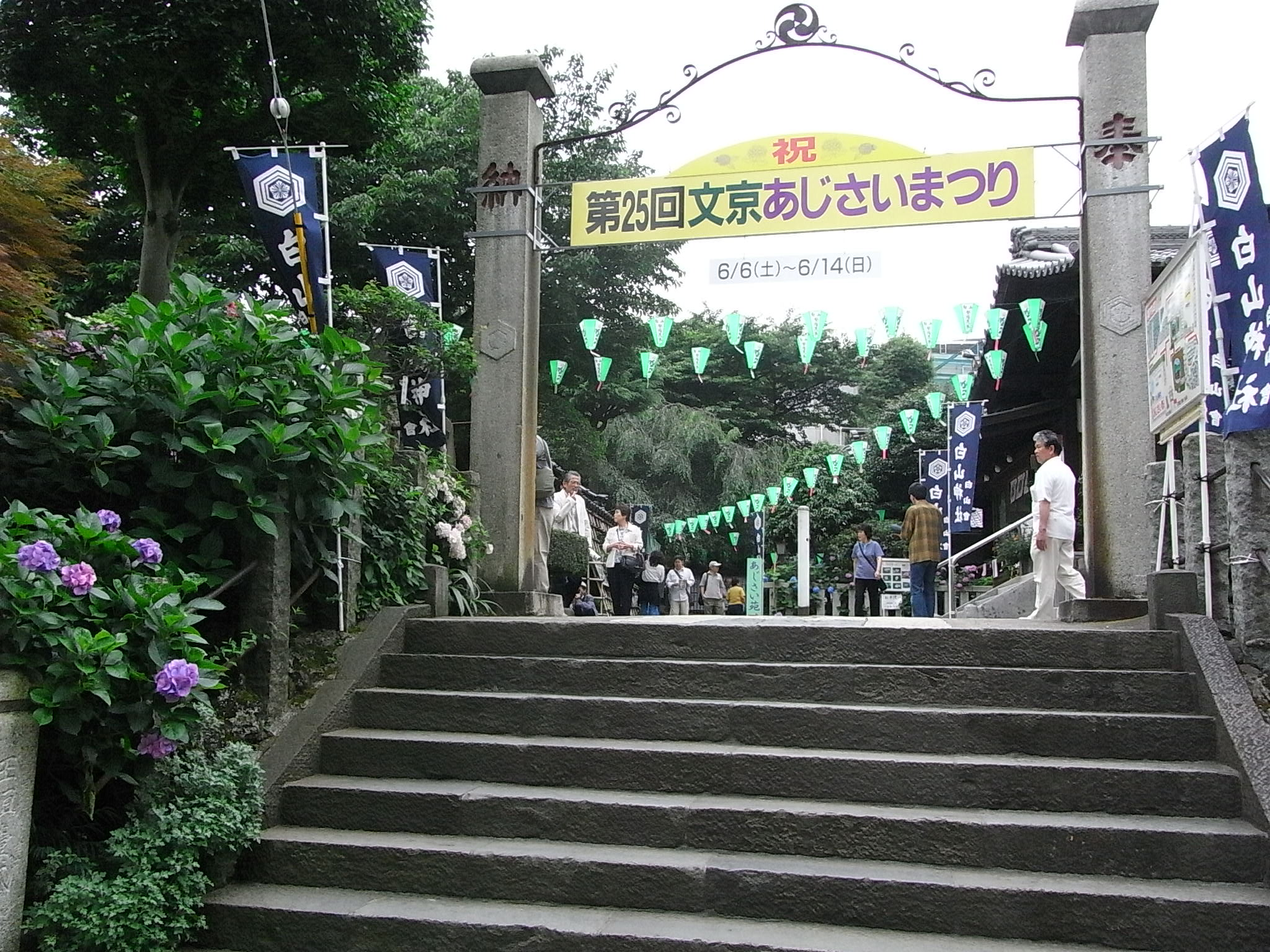
参道（2009年6月9日撮影）
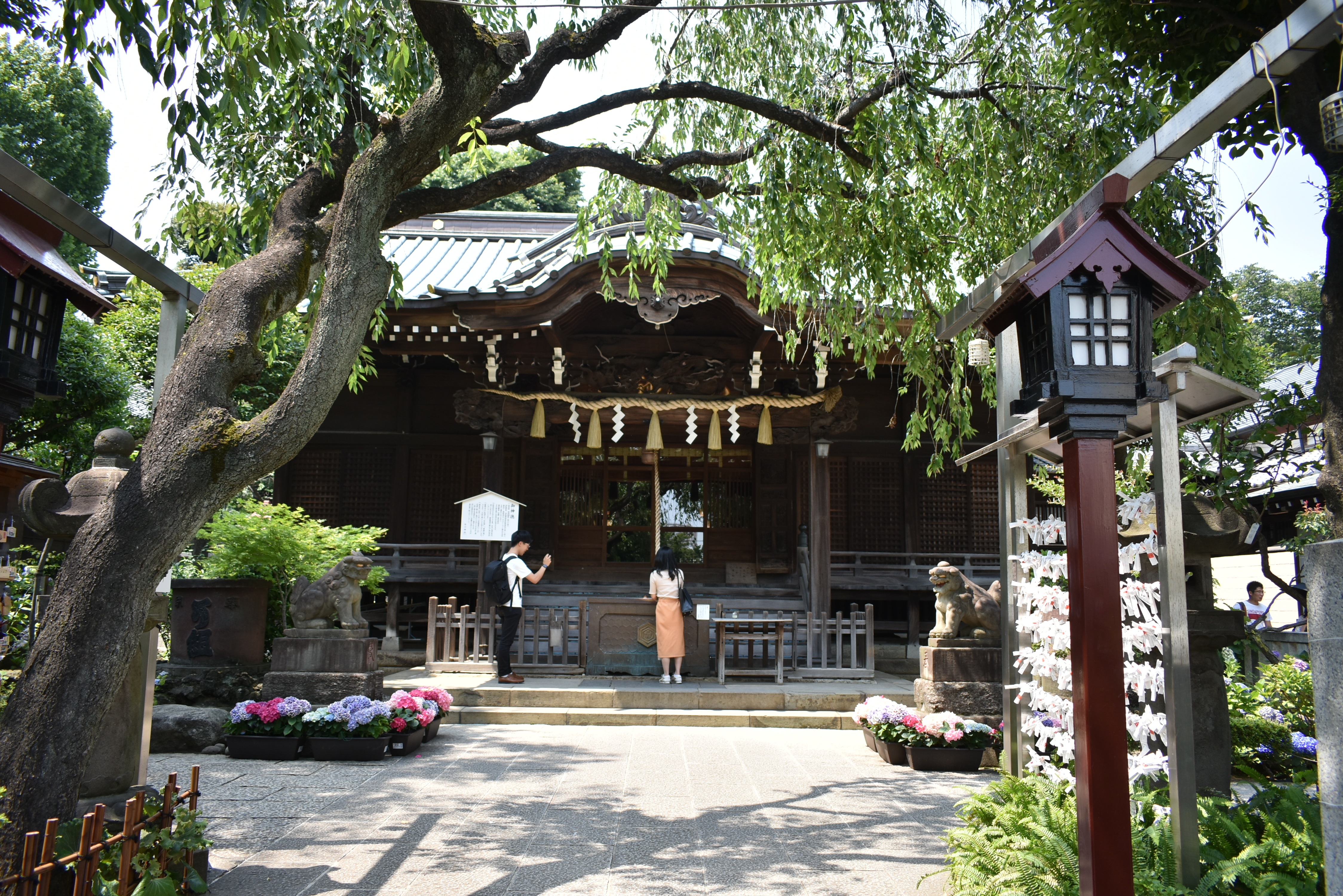
参道から本殿を見る（2019年6月19日撮影）
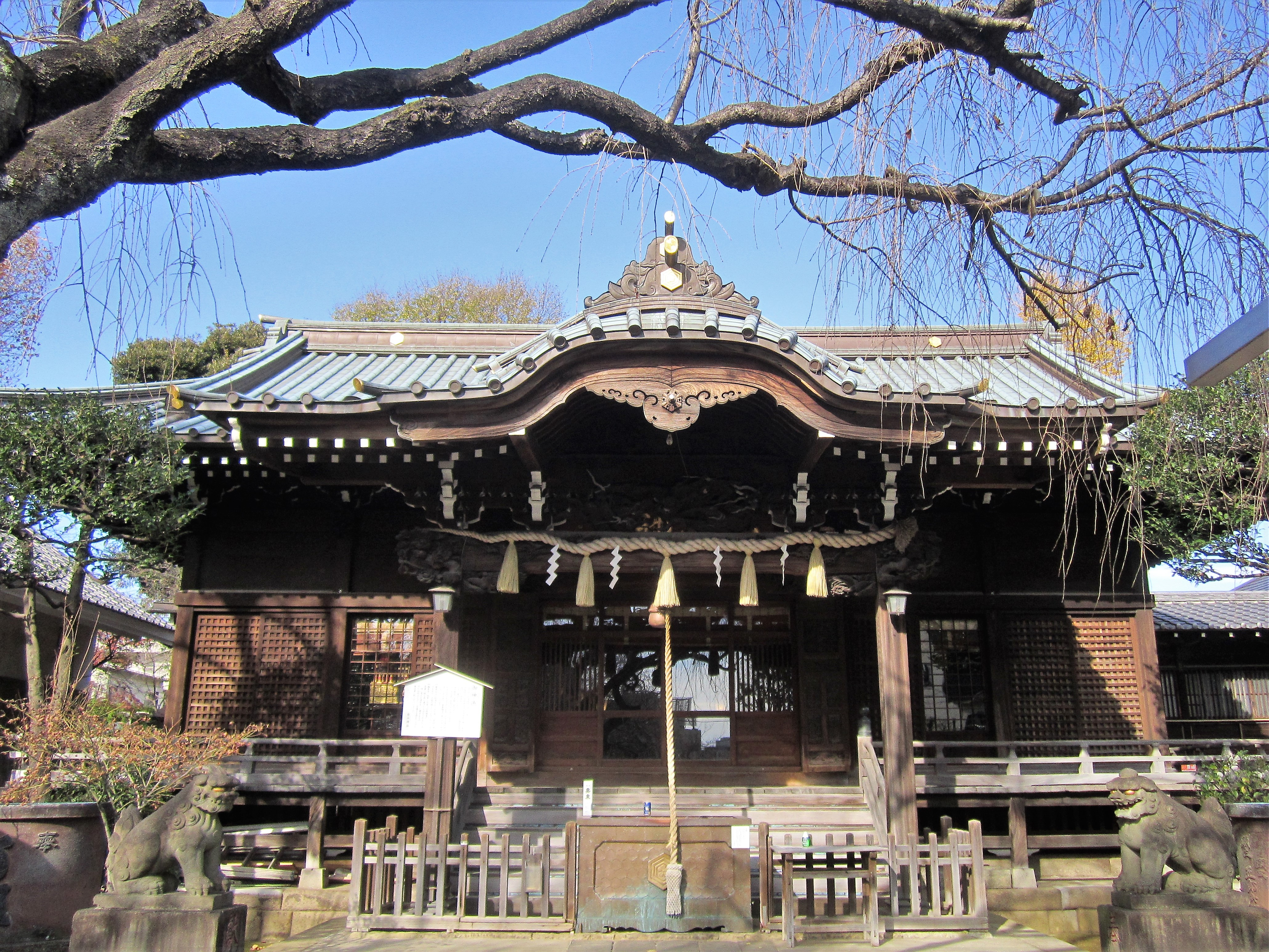
本殿（2019年12月15日撮影）
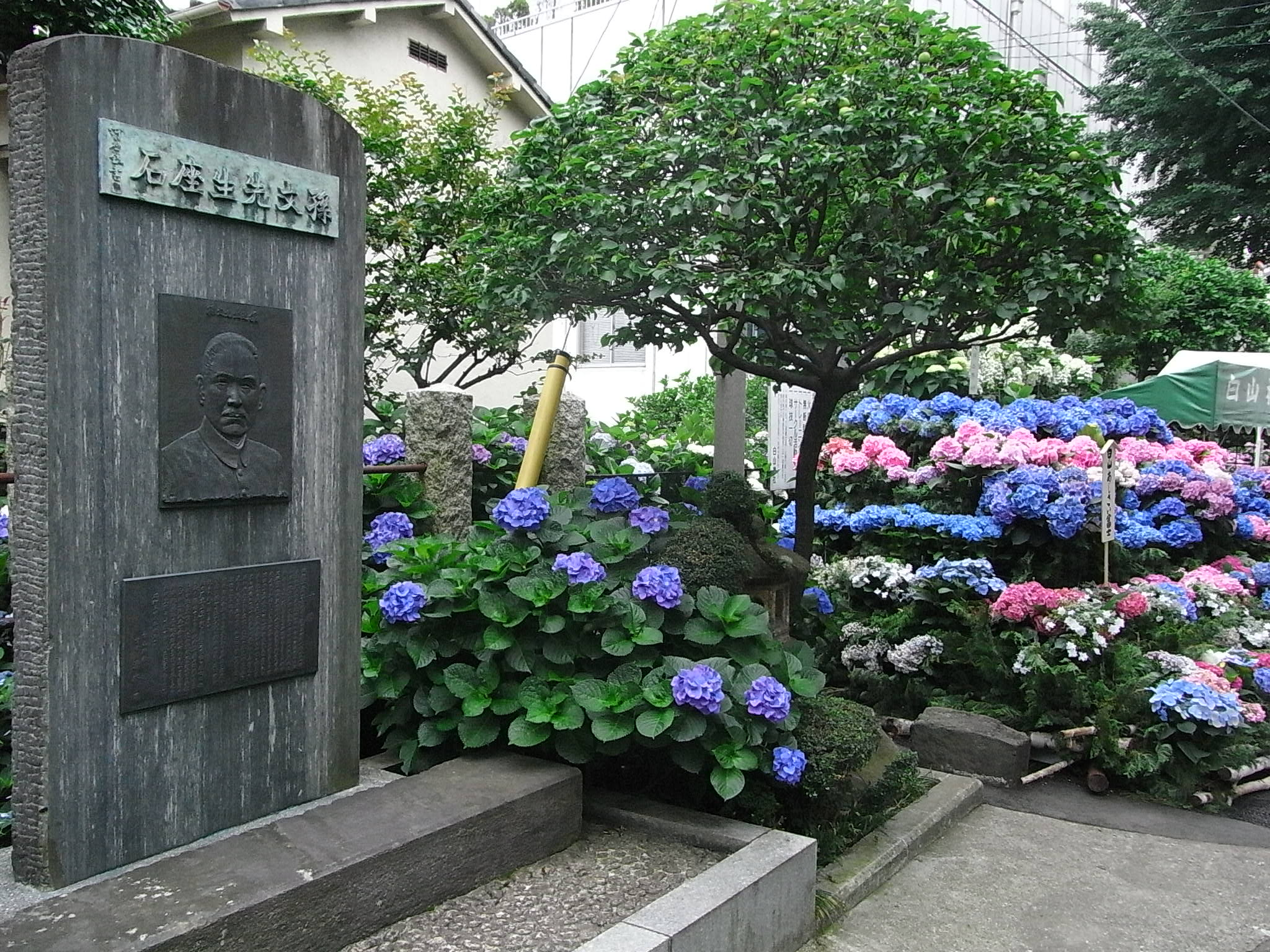
文京あじさいまつり（2009年6月9日撮影）
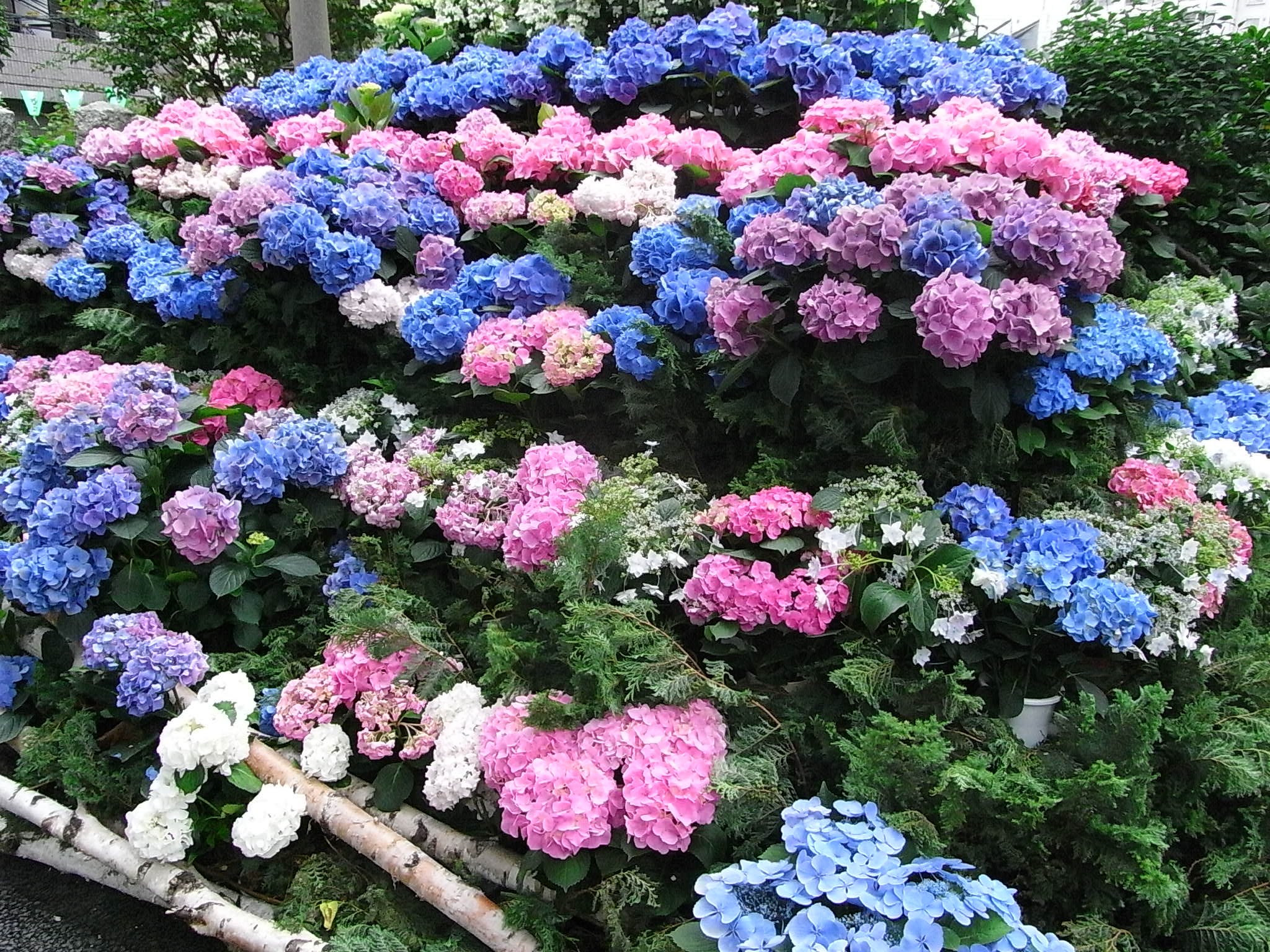
同左（2009年6月9日撮影）

### 参照
1. 1 2 3 4 5  東京都神社庁.
2. 1 2  江戸名所図会 1927, p. 24.
3. ↑  小石川区役所 1935.
4. ↑  白山公園（文京区ホームページ）